# Cantorij

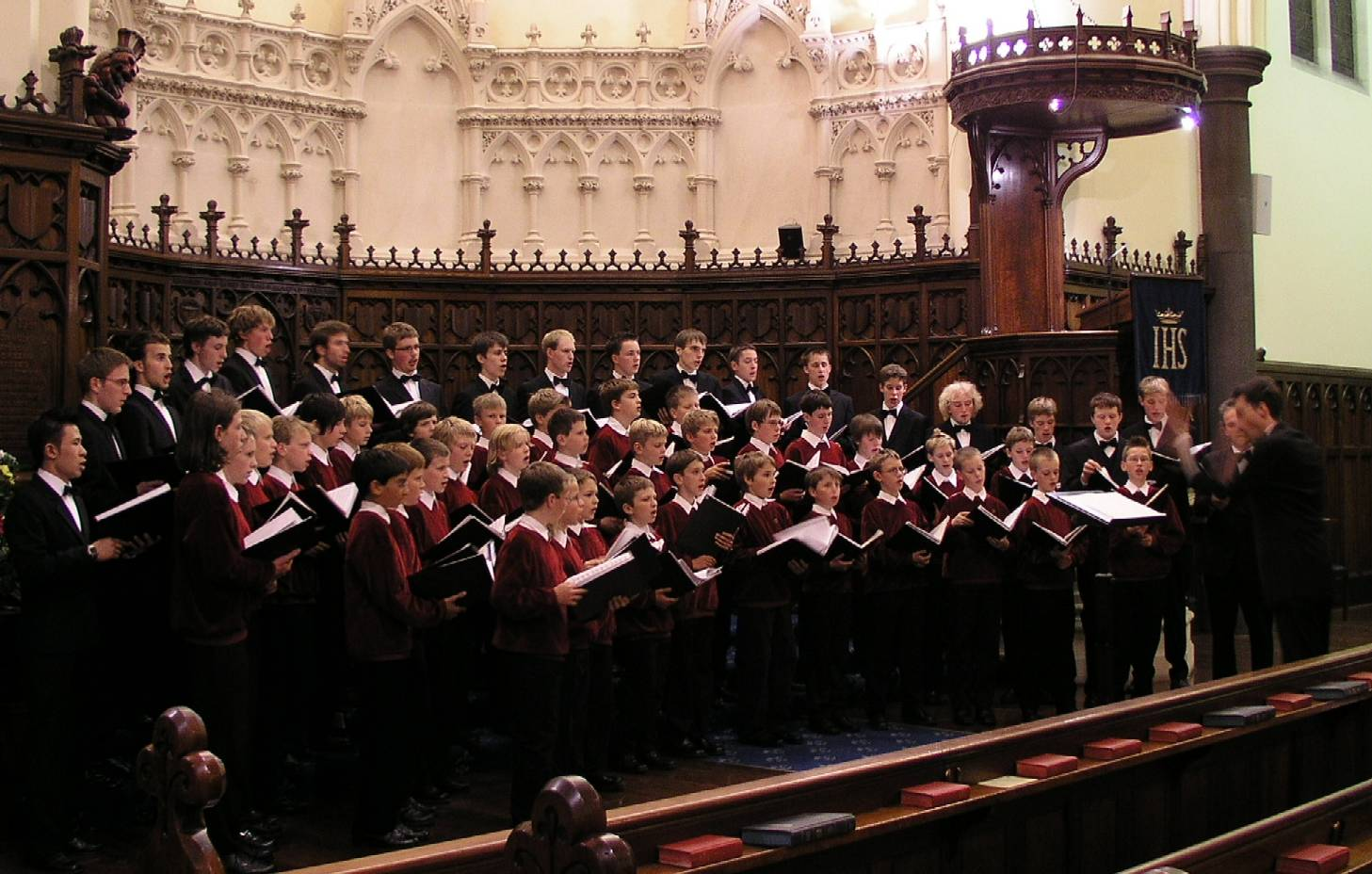
Cantorij uit Freiburg

Een cantorij is koor dat geleid wordt door een cantor en doorgaans een functie heeft binnen een kerk. Een cantorij onderscheidt zich doorgaans van andere koren door zijn liturgische functie: de cantorij treedt niet op in een kerkdienst, maar neemt deel aan het geheel van de liturgie. De cantorij maakt dus deel uit van de gemeente en bestaat ook uit gemeenteleden.
De cantorij vervult in de eredienst van de Rooms-Katholieke Kerk een belangrijke rol. Na de Reformatie bleef binnen de Lutherse Kerk de functie van cantor gehandhaafd: hij was verantwoordelijk voor de muzikale uitvoeringen. Een voorbeeld van een cantor is Johann Sebastian Bach die was verbonden aan de Thomaskerk in Leipzig en de beschikking had over een kerkelijke zangschool. In Nederland vond de cantorij bij protestantse kerken opgang in de 20e eeuw, vooral na de introductie van het Liedboek voor de Kerken. Veranderingen in de liturgie en de rol van kerkmuziek boden de ruimte om cantorijen op te richten.
Daarnaast waren er wereldlijke cantorijen aan het hof of in steden.